# Tetragnatha niokolona
Espèce
Tetragnatha niokolona est une espèce d'araignées aranéomorphes de la famille des Tetragnathidae.

## Distribution
Cette espèce est endémique du Sénégal.

## Étymologie
Son nom d'espèce lui a été donné en référence au lieu de sa découverte, le parc national du Niokolo-Koba.

## Publication originale
- Roewer, 1961 : Opilioniden und Araneen, Le Parc National de Niokolo-Koba, 2. Mémoire de l'Institut français d'Afrique Noire, vol. 62, p. 33-81.